# Szepietowo-Wawrzyńce
Szepietowo-Wawrzyńce – wieś w Polsce położona w województwie podlaskim, w powiecie wysokomazowieckim, w gminie Szepietowo.
Zaścianek szlachecki Wawrzyńce należący do okolicy zaściankowej Szepietowo położony był w drugiej połowie XVII wieku w powiecie brańskim ziemi bielskiej województwa podlaskiego. W latach 1975–1998 miejscowość administracyjnie należała do województwa łomżyńskiego.
Wierni kościoła rzymskokatolickiego należą do parafii św. Anny w Dąbrówce Kościelnej.

## Historia
Pierwsza wzmianka o miejscowości pochodzi z 1520 roku. W języku urzędowym Wielkiego Księstwa Litewskiego Sioło Szepietowo Ławryncewiata, wysłało na wyprawy wojenne trzech jeźdźców. Popis wojenny ziemian województwa podlaskiego, mocą uchwały sejmu wileńskiego, przyjęty w 1528 r., wymienia w parafii dąbrowskiej (parafeia Dubrowskaja) Seło Szepetowskii Ławrincewiata, a w nim Jakuba i Hryhora Ławryncewiczów, właścicieli wsi. Również Zygmunt Gloger wzmiankuje, iż nazwa Szepietowo Ławryncewiata istniała w XVI w. Wieś była własnością rodziny Szepietowskich.
W XVII w. urząd skarbnika ziemi bielskiej sprawowali: Paweł Aleksander Szepietowski, Józef Szepietowski, Stanisław Szepietowski.
W roku 1794 doszło do połączenia majątków Szepietowo-Wawrzyńce z Szepietowem-Podleśnem poprzez małżeństwo Wojciecha Szepietowskiego, dziedzica Szepietowa-Wawrzyńc z Marianną Sienicką, córką sędziego ziemi bielskiej z Szepietowa-Podleśnego.
Na skutek działów rodzinnych w 1854 r. wieś została odziedziczona przez Józefinę Kazimierę Adelajdę z Szepietowskich Kiersnowską. Od tego, do 1939 roku majątek Szepietowo-Wawrzyńce stanowił własność rodu Kiersnowskich (Kierznowskich).
W roku 1827 w Wawrzyńcach i sąsiednich Żakach naliczono 30 domów i 174 mieszkańców. W I połowie XIX w. do majątku Szepietowo należały folwarki: Szepietowo-Podleśne, Czyżewo-Siedliska, Gierałty Nowe, Dąbrówka Kościelna, Stokowisko, a także lasy między Szepietowem a Szepietowem-Janówką i między Szepietowem a Włostami. Folwark wawrzyniecki obejmował nomenklatury we wsiach: Mystki-Rzym, Średnica-Maćkowięta, Plewki, Gołasze-Puszcza, Kulesze Stare, Kulesze Wykno, Kulesze Nowe, Gołasze Mościckie, Czerwony Bór. W folwarku było 19 budynków murowanych, 17 drewnianych, cegielnia, wiatrak i gorzelnia.
Pod koniec XIX w. Szepietowo-Wawrzyńce wchodziły w skład dóbr Szepietowo. Wieś liczyła 43 osady i 26 morgów ziemi.
W 1921 r. wyszczególniono:
- wieś Szepietowo-Wawrzyńce z 17 budynkami z przeznaczeniem mieszkalnym oraz 89. mieszkańcami (37 mężczyzn i 52 kobiety). Wszyscy podali narodowość polską
- folwark Szepietowo-Wawrzyńce. Naliczono tu 6 budynków z przeznaczeniem mieszkalnym oraz 137 mieszkańców (60 mężczyzn i 77 kobiet). Wszyscy podali narodowość polską[12].

W latach 1924–1936 majątek ziemski Wawrzyńce dzierżawił Bronisław Borkowski, który prowadził tutaj hodowlę zarodową bydła polskiego, czerwonego. Bezpośrednio przed wojną, w latach 1936–1939 na dobrach wawrzynieckich gospodarował krewny rodziny Kiersznowskich, profesor doktor Kazimierz Rogoyski.
Od 12 do 24 września 1939 r. we dworze w Szepietowie-Wawrzyńcach kwaterował sztab niemieckiej dywizji gen. Guderiana. Podczas wojny zarówno Sowieci, jak i Niemcy prowadzili tu hodowlę bydła.
W kwietniu 1944 oddział Kedywu działający na terenie gminy Szepietowo dokonał odbicia z rąk niemieckich około 180 jeńców radzieckich uwięzionych w Wawrzyńcach.
Po zakończeniu wojny i znacjonalizowaniu majątku rodziny Kierznowskich w 1948 r. utworzono Zakład Doświadczalny Oddziału Mazowieckiego Państwowego Instytutu Gospodarstwa Wiejskiego, który pod tą nazwą działał do 1950 r., kiedy powołano Zakład Doświadczalny Instytutu Uprawy Nawożenia i Gleboznawstwa. W latach 1956–1975 istniał tu Rolniczy Rejonowy Zakład Doświadczalny, od 1975-1990 Wojewódzki Ośrodek Postępu Rolniczego, w latach 1990-1999 Ośrodek Doradztwa Rolniczego, a od 1999 działa Wojewódzki Podlaski Ośrodek Doradztwa Rolniczego.
W latach 1954–1972 miejscowość wchodziła w skład Gromady Szepietowo-Stacja.

## Współcześnie
Wraz z rozwojem Wojewódzkiego Podlaskiego Ośrodka Doradztwa Rolniczego w Szepietowie, którego siedziba zlokalizowana jest w Szepietowie Wawrzyńcach, miejscowość zmieniała wiejski charakter. Obecnie wokół gmachu głównego Ośrodka Doradztwa Rolniczego wybudowane są bloki mieszkalne, przez co zabudowa przybrała kształt osiedla mieszkaniowego.
W centrum wsi znajduje się zabytkowy park, założony w 1927 r., zaprojektowany w stylu kaligraficznym przez architekta ogrodnictwa Stefana Rogowicza, Naczelnika Wydziału Plantacji Rady Miejskiej Miasta Łodzi. W parku znajdują się liczne okazy starych drzew, stanowiące pomniki przyrody: (dęby, topole, graby, lipy, buki i kasztany). Do parku prowadzą zabytkowe aleje: lipowa (tzw. lipówka) i kasztanowa (tzw. kasztanówka). Od kasztanówki odbiega ponad kilometrowa aleja grabowa (grabówka), łącząca się obecnie z lasem. Przed wojną ulica ta prowadziła bezpośrednio do przejazdu kolejowo-drogowego w Szepietowie.
Liczba ludności w Szepietowie Wawrzyńcach w latach 2000–2009 wyglądała następująco: 2000 r. – 512 osób, 2002 –508 osób, 2003 – 489 osób, 2004 – 498 osób, 2006 – 476 osób, 2007 – 470 osób, 2008 – 470 osób, 2009 –468 osób.
Według stanu ludności z 31 grudnia 2011 r. miejscowość liczyła 448 osób.

## Galeria

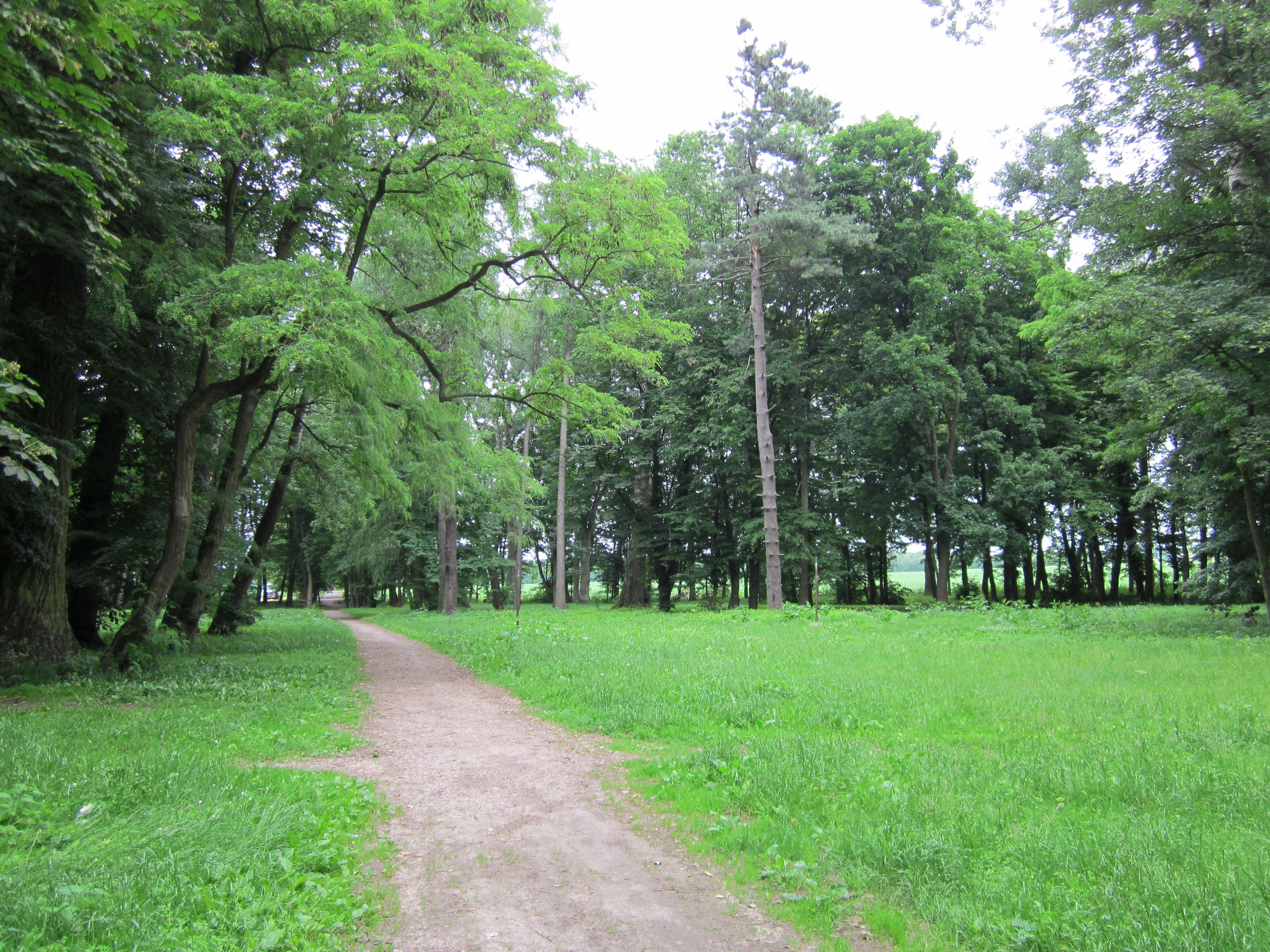
Park dworski
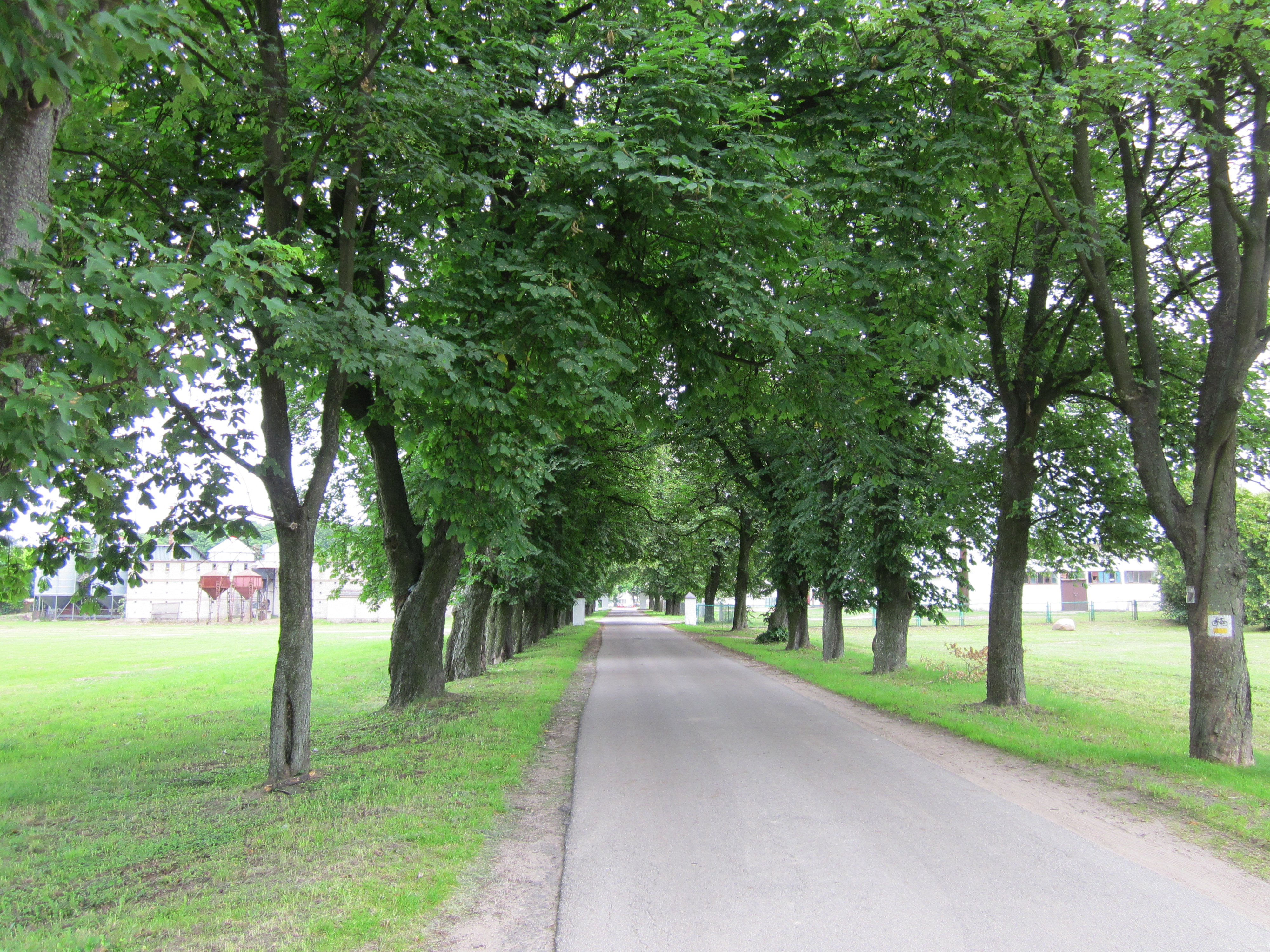
Aleja kasztanowa
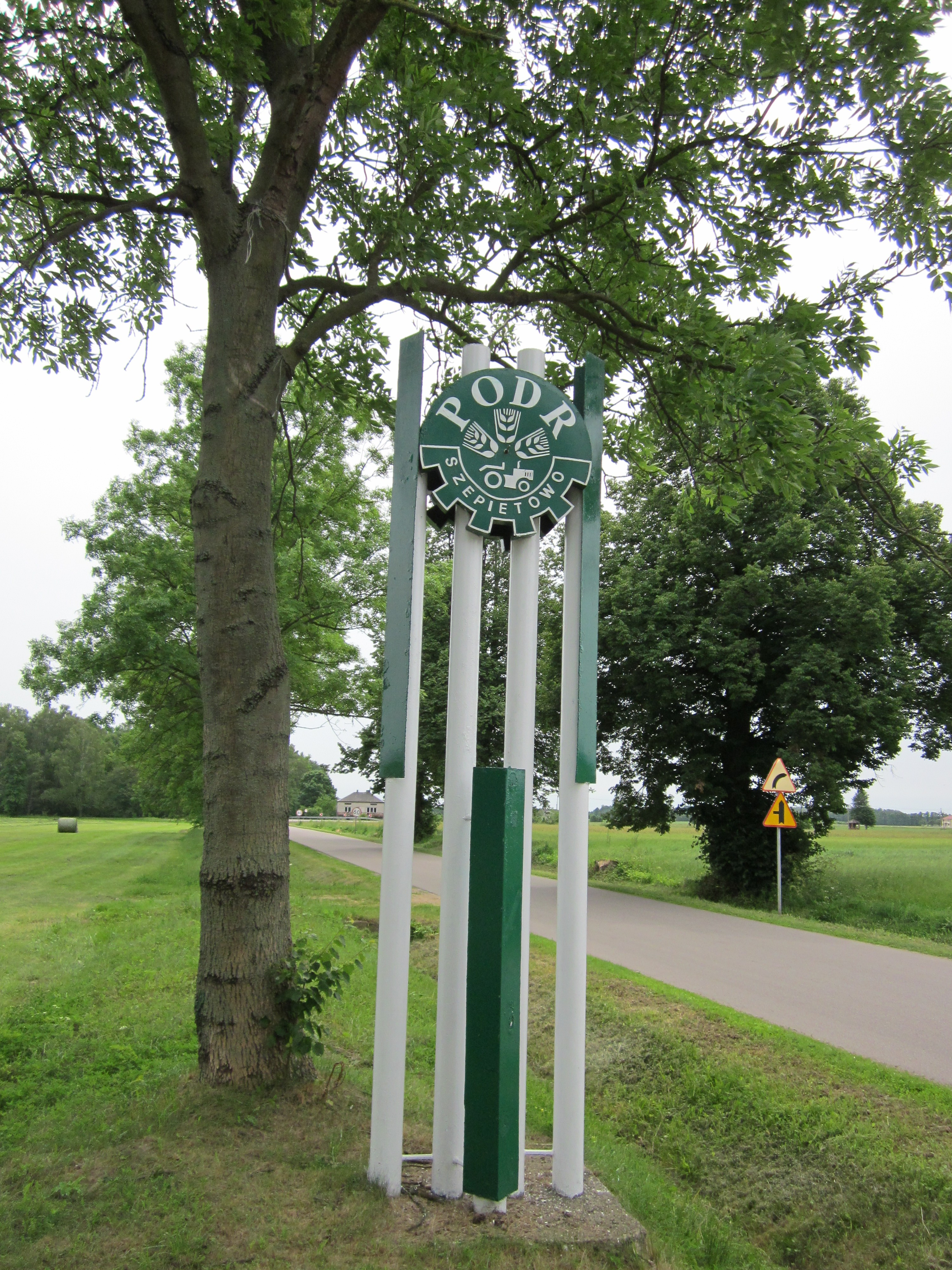
Słup „witacz”
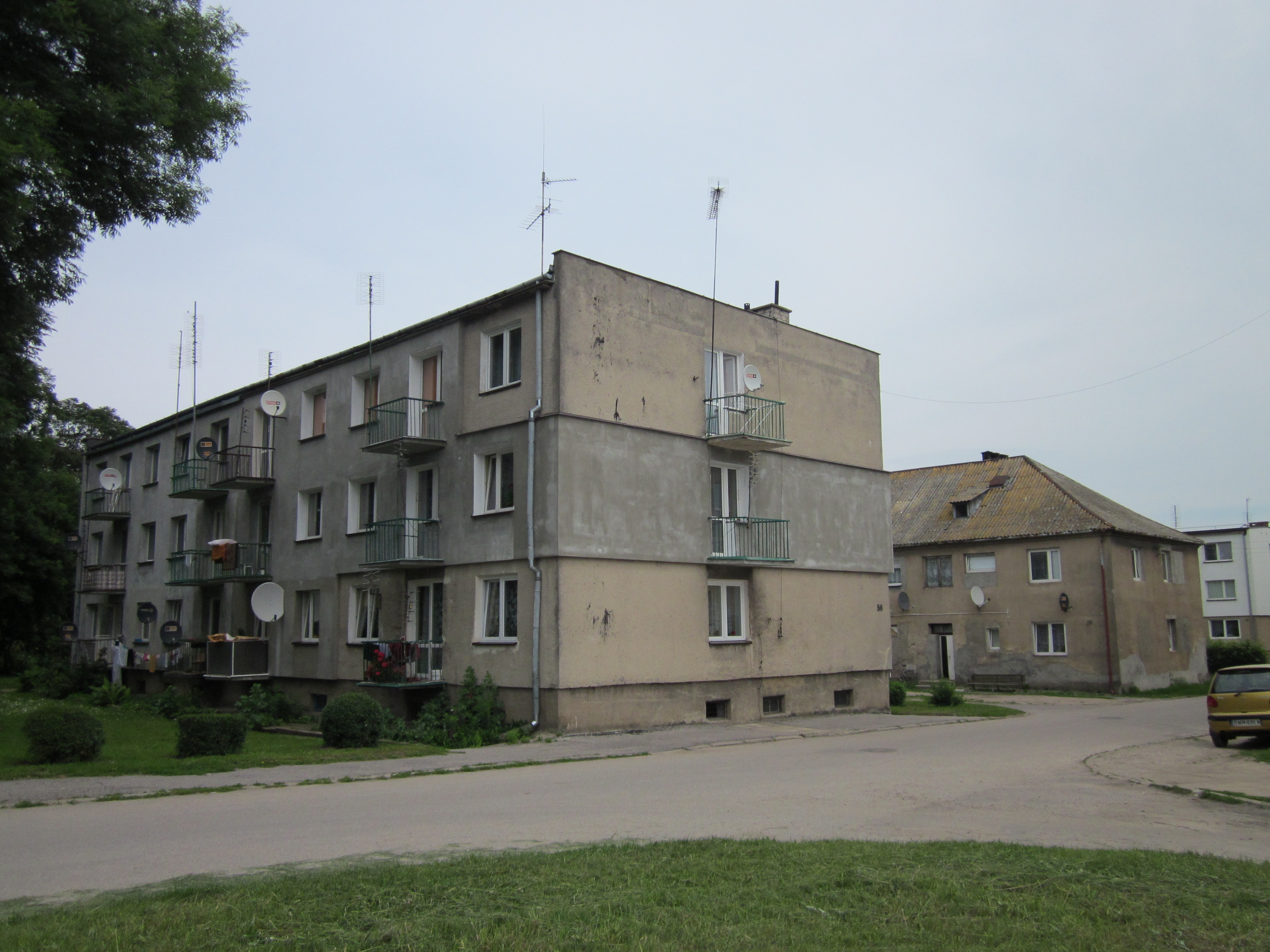
Bloki mieszkalne